# Donovan McNabb
Donovan Jamal McNabb (Chicago, Illinois, Estados Unidos; 25 de noviembre de 1976) es un exjugador profesional de fútbol americano que jugaba en la posición de quarterback.

## Biografía
McNabb creció en Dolton, Illinois y era quarterback de la escuela secundaria de Carmel (Mount Carmel High School). Ayudó a Carmel a ganar el campeonato estatal de 1991 como jugador de segundo año. También compitió en atletismo y baloncesto, donde jugó con Antoine Walker, jugador de la NBA.

## Carrera

### Universidad
Aunque numerosas universidades mostraron interés por McNabb, sólo dos (la Universidad de Nebraska y la Syracuse University) le ofrecieron jugar de quarterback. McNabb consideraba ir a la Universidad de Nebraska, porque le gustaba la idea de ser entrenado por Tom Osborne. Sin embargo, decidió no ir a Nebraska, porque quería demostrar que era un buen pocket passer, viéndose también influido por razones académicas. Por ello fue a Syracuse University.
Ha sido uno de los atletas más condecorados de la historia de la universidad de Syracurse, jugó sus cuatro años como titular en fútbol americano y como reserva en el equipo de baloncesto.
En el gridiron lo nombraron el mejor jugador ofensivo de la Big East Conference en la década (1990s) y del año tres veces entre 1996 y 1998, hecho sin precedentes. Más adelante, lo nombraron All-Century Football team.
Fue titular cada partido durante su carrera universitaria, con un récord de 33-12. En su primera temporada fue elegido rookie del año en la Big East Conference y completó un pase de touchdonw de 96 yardas contra la Universidad de Virginia Occidental, el más largo en la historia de la SU, consiguiendo en ese partido 354 yardas totales de ataque. Logró 2892 yardas totales de ataque, estableciendo un récord de la universidad. En su último año lideró al equipo a participar en la Orange Bowl contra Florida Gators, consiguiendo en la temporada 157 pases completos de 251 intentados (62,5%) para 2134 yardas. Pusieron a los Tennessee Volunteers, que posteriormente se llevarían el título de campeones nacionales ese mismo año, contra las cuerdas en un partido igualado, donde McNabb consiguió más de 300 yardas en 22 pases completados de 28.
Sus 22 pases de touchdowns en la temporada empataron el récord de una temporada, que se encontraba en posesión de un antiguo jugador de los Eagles, Don McPherson en 1987. McNabb también corrió 135 veces para 438 yardas y 8 touchdowns. Acabó sexto de la nación con una eficiencia de pase de 158,9 y vigésimo segundo en yardas totales de ataque, con 233,8 yardas por encuentro. Igualó el récord de la universidad de pases de touchdowns en un partido con 4 contra los Cincinnati Bearcats, y consiguió 5 touchdowns (3 de carrera y 2 de pase) contra Miami Hurricanes.

#### Récords de laBig East Conference
- 1º - pases de touchdown (77)[8]
- 1º - yardas de pase (8.389)[8]
- 1º - total de yardas ofensivas (9.950)[8]
- 1º - total de jugadas ofensivas (1.403)[9]

#### Récords de Syracuse
- 1º - total de yardas por partido (221.1)
- 1º - efectividad de pases (155.1)
- 1º - yardas por intento de pase(9.1)

### NFL

#### Philadelphia Eagles
McNabb fue elegido 2º en el draft por los Philadelphia Eagles en 1999, por detrás del también quarterback Tim Couch. La elección no fue bien acogida por los fanes de los Eagles presentes en el draft, que abuchearon, al querer que el equipo drafteara al running back Ricky Williams. McNabb fue uno de los cinco quarterbacks elegidos en los doce primeros puestos del draft, un draft que fue considerado en su momento el mejor en cuanto a quarterbacks desde el de 1983. Sin embargo, sólo McNabb y Daunte Culpepper han tenido exitosas carreras en la NFL (Tim Couch se retiró en el 2007, tras ser cortado por los Jacksonville Jaguars en un intento fallido de retorno al terreno de juego, y Akili Smith y Cade McNown estaban fuera de la NFL para el 2002). Para el 2006 sólo McNabb se mantenía en el equipo que le drafteó.
McNabb empezó a jugar en la NFL en la 2.ª mitad del partido contra los Tampa Bay Buccaneers en el que perdieron 19-5 el 19 de septiembre. Su primera titularidad fue contra los Washington Redskins el 14 de noviembre, completando 8 de 21 pases para 60 yardas en la victoria por 35 a 28. También logró 49 yardas de carrera en nueve intentos y condujo al equipo a dos conversiones de dos puntos, una de carrera y otra de pase. Se convirtió en el primer jugador de los Eagles, que fue titular en su temporada de rookie siendo quarterback, desde Brad Goebel, y en el primer quarterback rookie elegido en el draft en ser titular, desde John Reaves en 1974. Con la victoria, se convirtió en el primer novato quaterback de los Eagles en ganar su primera titularidad, desde que Mike Boryla lo consiguiera el 1 de diciembre de 1974, también se convirtió en el primer quarterback en ganar su primera titularidad, desde la victoria de Ty Detmer contra los Giants, el 13 de octubre de 1996.
McNabb lanzó su primer pase de touchdown de su carrera contra los Colts en una derrota en casa por 44-17, el 21 de noviembre de 1999. El pase fue de 6 yardas y dirigido al tight end Chad Lewis. Fue titular en seis de los últimos siete partidos de la temporada, perdiéndose el encuentro contra los Patriots, el 19 de diciembre por una lesión.
La temporada 2000 fue su primera temporada entera como tituar, en la que quedó segundo en la votación para MVP detrás del running back de L.A. Rams Marshall Faulk, que estableció el récord de más touchdowns anotados en una temporada.
En la semana 11 (12 de noviembre), en un partido contra los Pittsburgh Steelers intentó 55 pases culminando una gran remontada en la prórroga ganando 26-23. El número de pases intentados ha sido la marca más alta de su carrera y la cuarta de la franquicia, hasta que en la temporada 2008, el 16 de noviembre contra Cincinnati Bengals lanzó 58 pases. Fue nombrado jugador ofensivo en la NFC en la semana 13 (26 de noviembre), en la victoria 23-20 sobre Washington Redskins, gracias a que consiguió el 90,7% de las yardas ofensivas de su equipo. En ese partido consiguió 125 yardas de carrera, la máxima para un quarterback, desde que Bobby Douglass consiguiera 127 en 1972 con los Bears. En la semana 15 (10 de diciembre) también fue nombrado jugador ofensivo de la semana en la NFC, en una victoria 35-24 contra Cleveland Browns, en el que lanzó para 390 yardas y 4 touchdowns. McNabb lideró a los Eagles a su primera aparición en playoffs desde el 1996. Consiguieron derrotar a los Buccaneers 21-3 en el partido de wildcard, pero perdieron en la semifinal de conferencia contra los Giants 20-10.
Consiguió el 74,6% de la yardas totales del equipo, sólo superado por Steve Beuerlein de los Panthers (75,3%) y Jeff García de los 49ers (75,1%). Logró 629 yardas de carrera, que fueron la máxima de un quarterback en la temporada y en ese momento la cuarta más alta de toda la historia de la NFL (Bobby Douglass con 968 yardas en 1972; Randall Cunningham con 942 yardas en 1990; y Steve McNair con 674 en 1997. Desde entonces Michael Vick ha roto esa marca en tres ocasiones). Sus seis touchdowns de carrera fueron la máxima para un quarterback de los Eagles, desde que Randall Cunningham también consiguiera seis en 1988. Rompió el récord de la franquicia de más pases intentados (569) y completados (330), establecidos anteriormente por Cunningham (560 y 301, respectivamente) en 1988. Posteriormente en la temporada 2008 McNabb rompió su propio récord con 571 pases intentados y 345 completados. Fue elegido jugador del año por la CBS Radio y el premio Terry (Bradshaw) en Fox Sports. También fue elegido para el equipo All-Madden.
Fue seleccionado como el primer suplente para ir a la Pro Bowl por parte de la NFC, por detrás de Daunte Culpepper, Jeff García y Kurt Warner. Warner no pudo jugar por culpa de una lesión, por lo que McNabb acudió como su reemplazo. Lideró a la NFC a un touchdown en su primer ataque.
McNabb lideró a los Eagles a dos remontadas en el último cuarto frente a los Giants en el 2001. El 22 de octubre en el Giants Stadium, realizó un pase de 18 yardas a James Thrash faltando 1:52 para dar la victoria a los Eagles por 10-9. La otra victoria ocurrió en Philadelphia el 30 de diciembre, cuando iban por debajo 21-14, consiguiendo dos anotaciones en el último cuarto, permitiendo así que los Eagles consiguieran el título de la NFC Este con la victoria 21-21 sobre sus archirrivales los Giants. Lideró a los Eagles a la victoria en el partido de wildcard (12 de enero) frente a los Buccaneers lanzando para 194 yardas y dos touchdowns, y corriendo para 54 yardas. En el partido divisional (19 de enero) los Eagles jugaron contra los Bears, venciendo por 33-19. Fue nombrado jugador ofensivo de esa semana de la NFL, gracias a sus 262 yardas en 26 pases completos de 40 intentados y dos touchdowns, a lo que añadió 37 yardas de carrera y un touchdown. Ese touchdown de carrera fue el último touchdown anotado en el viejo Soldier Field. Posteriormente los Eagles avanzaron por primera vez al partido por el título de la conferencia nacionaldesde 1980, pero cayeron ante los Rams por 29-24. McNabb anotó dos touchdowns, uno de carrera y otro de pase.
Con sus victorias en la postemporada McNabb consiguió empatar a Ron Jaworski y Tommy Thompson como el quarterback con más victorias en la postemporada de la franquicia con tres, más adelante McNabb rompería ese récord. Hasta ese momento llevaba ocho touchdowns en su carrera en los playoffs, solo por detrás de Jaworski con nueve. McNabb también batiría ese récord más adelante.
Consiguió su segundo viaje a la Pro Bowl (aunque fue originalmente elegido como sustituto), gracias a sus 3715 yardas totales de ataque, y al conseguir su marca personal de pases de touchdowns, con 25, y de eficiencia de pase, con 84,3 (posteriormente rompería esas marcas personales). Se convirtió en el cuarto quarterback de la historia de los Eagles en pasar para más de 3000 yardas en temporadas consecutivas, siendo Sonny Jurgensen (1961-62), Ron Jaworski (1980-81), y Randall Cunningham (1988-90) los otros tres. Incluyendo playoffs, lanzó pases de touchdowns en 15 de los 18 partidos, y dos o más pases en 12. Fue nombrado por sus compañeros el MVP de la temporada.
McNabb firmó un nuevo contrato con los Eagles al acabar la temporada, valorado en 115 millones de dólares, con 20,5 millones de bonus, para 12 temporadas.

#### Washington Redskins
El 5/4/2010 fue traspasado a los Washington Redskins a cambio de 2 rondas de draft, el pick 37 del draft de 2010, (2º pick de la 2.ª ronda) y una 3.ª o 4.ª ronda condicional del draft de 2011. Terminando así su trayectoria en Philadelphia, único equipo en el que había jugado hasta ahora y en el que ostenta todos los récords importantes en el apartado de pase.
Con este traspaso, y el de WIllie Parker, los Redskins se suman a la lista de favoritos al título en la temporada 2010-2011 de la NFL.
El 15 de noviembre de 2010 renovó su contrato por cinco años más y una cantidad de $70 millones.

#### Minnesota Vikings
El 27 de julio de 2011, los Redskins y los Minnesota Vikings llegaron a un acuerdo sobre el veterano QB de 13 temporadas por lo que éste fue traspasado a los Vikes a cambio de una selección de sexta ronda en el 2012 y una condicional en la sexta ronda del draft del 2013. El pateador de despeje Chris Kluwe acordó dar su número 5 a McNabb a cambio de una donación de US$ 5,000 a la clínica médica patrocinada por Kluwe, Kick for a Cure.
McNabb fue cortado por los Vikings el 1 de diciembre de 2011, su lugar lo tomó el novato y primera selección del 2011 Christian Ponder.

## Estadísticas
| Negrita | Máximo de carrera |

### Temporada regular
| Año   | Equipo | Partidos | Partidos | Pase  | Pase  | Pase | Pase   | Pase | Pase | Pase | Pase  | Carrera | Carrera | Carrera | Carrera |
| Año   | Equipo | PJ       | PT       | Comp  | Att   | Pct  | Yds    | Avg  | TD   | Int  | Rate  | Att     | Yds     | Avg     | TD      |
| ----- | ------ | -------- | -------- | ----- | ----- | ---- | ------ | ---- | ---- | ---- | ----- | ------- | ------- | ------- | ------- |
| 1999  | PHI    | 12       | 6        | 106   | 216   | 49.1 | 948    | 4.9  | 8    | 7    | 60.1  | 47      | 313     | 6.7     | 0       |
| 2000  | PHI    | 16       | 16       | 330   | 569   | 58.0 | 3,365  | 5.9  | 21   | 13   | 77.8  | 86      | 629     | 7.3     | 6       |
| 2001  | PHI    | 16       | 16       | 285   | 493   | 57.8 | 3,233  | 6.6  | 25   | 12   | 84.3  | 82      | 482     | 5.9     | 2       |
| 2002  | PHI    | 10       | 10       | 211   | 361   | 58.4 | 2,289  | 6.3  | 17   | 6    | 86.0  | 63      | 460     | 7.3     | 6       |
| 2003  | PHI    | 16       | 16       | 275   | 478   | 57.5 | 3,216  | 6.7  | 16   | 11   | 79.6  | 71      | 355     | 5.0     | 3       |
| 2004  | PHI    | 15       | 15       | 300   | 469   | 64.0 | 3,875  | 8.3  | 31   | 8    | 104.7 | 41      | 220     | 5.4     | 3       |
| 2005  | PHI    | 9        | 9        | 211   | 357   | 59.1 | 2,507  | 7.0  | 16   | 9    | 85.0  | 25      | 55      | 2.2     | 1       |
| 2006  | PHI    | 10       | 10       | 180   | 316   | 57.0 | 2,647  | 8.4  | 18   | 6    | 95.5  | 32      | 212     | 6.6     | 3       |
| 2007  | PHI    | 14       | 14       | 291   | 473   | 61.5 | 3,324  | 7.0  | 19   | 7    | 89.9  | 50      | 236     | 4.7     | 0       |
| 2008  | PHI    | 16       | 16       | 345   | 571   | 60.4 | 3,916  | 6.9  | 23   | 11   | 86.4  | 39      | 147     | 3.8     | 2       |
| 2009  | PHI    | 14       | 14       | 267   | 443   | 60.3 | 3,553  | 8.0  | 22   | 10   | 92.9  | 37      | 140     | 3.8     | 2       |
| 2010  | WAS    | 13       | 13       | 253   | 437   | 57.9 | 3,377  | 7.2  | 14   | 15   | 77.1  | 29      | 151     | 5.2     | 0       |
| 2011  | MIN    | 6        | 6        | 94    | 156   | 60.3 | 1,026  | 6.6  | 4    | 2    | 82.9  | 14      | 59      | 4.2     | 1       |
| Total | Total  | 167      | 161      | 3,170 | 5,374 | 59.0 | 37,276 | 6.9  | 234  | 117  | 85.6  | 616     | 3,459   | 5.6     | 29      |